# ゴードン・ジェームス
ゴードン・ジェームス（Gordon James、1979年12月4日 - ）は、ガイアナ出身のプロバスケットボール選手である。ポジションはパワーフォワード。背番号5。198cm、105kg。

## 来歴
ブリッジポート大学からUSBLのブルックリン・キングスでプロデビュー。
ポルトガルのSCブラガを経て2006年に埼玉ブロンコスに入団。
2006-2007シーズンはオールスターに出場し、最多リバウンドのタイトルも受賞。
2008年オフ、高松ファイブアローズへ移籍。08-09シーズン12月度月間MVPを受賞した。

## 記録
- bjリーグ
  - リバウンド1位（2006-07、2007-08）2位（2008-09）
  - ブロックショット2位（2006-07）